# 케톤

케톤

케톤(ketone)은 카보닐기로 두 개의 작용기가 연결된 탄화수소 유도체를 말한다. 화학구조식은 R1(CO)R2이다. 가장 단순한 케톤은 아세톤이다.
케톤은 이차 알코올을 산화시켜서 만들 수 있다. 크롬산칼륨과 같은 강력한 산화제를 쓰는데, 예를 들어 2-프로판올이 다음과 같이 수소 원자 2개를 잃고 산화하면 아세톤이 된다.
H3C-CH(OH)-CH3 → H3C-CO-CH3

## 구조 및 특성

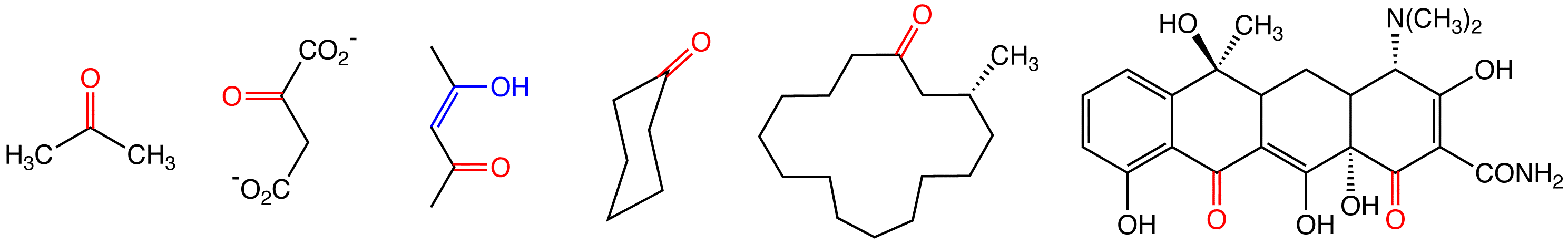
대표적인 케톤 (왼쪽부터): 아세톤, 옥살로아세트산, 아세틸아세톤, 사이클로헥사논, 무스콘, 테트라사이클린.

## 같이 보기
- 아세톤